# Saving All My Love for You
〈Saving All My Love for You〉는 마이클 마사 와 제리 고핀 이 작사 작곡하고 진 페이지 가 편곡한 곡. 오리지널은 1978년 마릴린 맥쿠 & 빌리 데이비스 주니어의 사소한 히트이다. 휘트니 휴스턴의 커버가 유명하며, 그녀의 데뷔 앨범 "휘트니 휴스턴" 에서 두 번째 싱글로 발매되면 전미 싱글 차트에서 1위를 차지했다.

## 내용
이 재즈풍의 발라드는, 기혼자의 남성과의 불륜을 노래하고 있어, 모든 사랑을 그 남성에게 바치는 내용이다.

## 뮤직 비디오
뮤직 비디오는 런던 에서 촬영돼 주연인 휘트니 휴스턴이 기혼자의 음악 프로듀서와 사랑에 빠지는 역을 맡고 있다.

## 해설

### 차트 성과
휘트니의 '모든 것을 당신에게'는 1985년에 발매되면 빌보드 핫 100에 첫 등장으로 53위를 기록, 다음 주 (8월 24일) 에는 39위까지 상승, 5주차에는 톱 10에 들어갔다. 1985년 10월 26일에는 드디어 1위까지 도달해, 이 곡으로부터 7곡 연속으로 1위를 기록하게 된다. 덧붙여 이 싱글은 15주간 톱 40에 체재해, 한층 더 전세계에서 1위 혹은 톱 10 히트를 기록하고 있다. 또 전미 핫 R&B 송 차트에서도 1위를 기록했다. 빌보드의 연간 브라그 싱글 차트에서 5위를 기록했다. 영국 싱글 차트 에서는 1985년 12월 2주일 1위를 기록했다. 이 싱글은 1985년의 싱글 매출에서도 톱 25에 들어 있다.

### 수상
휴스턴은 1986년 그래미상 에서 최우수 여성 팝 보컬상을 획득했으며, 이 곡의 비디오는 아메리칸 뮤직 어워드의 최우수 R&B/서울 비디오를 획득했다.

## 차트 및 인증
| 차트 （1985년）                     | 최고 |
| ----------------------------------- | ---- |
| 오스트리아 (Ö3 오스트리아 탑 40)    | 12   |
| 네덜란드 (네덜란드스 탑 40)         | 16   |
| 프랑스 (SNEP)                       | 11   |
| 독일 (미디어 컨트롤 AG)             | 18   |
| 아일랜드 (IRMA)                     | 1    |
| 뉴질랜드 (레코드 뮤직 NZ)           | 5    |
| 노르웨이 (VG-리스타)                | 10   |
| 스위스 (슈바이처 히트파라데)        | 5    |
| 영국 싱글 (공식 차트 회사)          | 1    |
| 미국 빌보드 핫 100                  | 1    |
| 미국 어덜트 컨템포러리 (《빌보드》) | 1    |
| 미국 핫 알앤비/힙합 송 (《빌보드》) | 1    |

### 연간 차트
| 차트 （1985년）  | 순위 |
| ---------------- | ---- |
| 전미 블랙·싱글   | 5    |
| 전미 팝 싱글     | 23   |
| 차트 （1986년）  | 순위 |
| 스위스 싱글 차트 | 28   |

### 인증
| 국가 | 인증 기관 | 인증 내용 |
| ---- | --------- | --------- |
| 영국 | BPI       | 금        |
|      | RIAA      | 금        |

### 전후 차트
| 이전 「아임 유아 맨」 by 왬!  | 영국 싱글 차트 번호 1 싱글 1985년 12월 14일 -- 1985년 12월 21일 | 이후 「메리 크리스마스 에브리원」 by 셰이킨 스티븐스 |
| 이전 「테이크 온 미」 by a-ha | 미국 빌보드 핫 100 번호 1 싱글 1985년 10월 26일                 | 이후 「파트타임 러버」 by 스티비 원더                |

## 참조 링크
1. ↑  "Whitney Houston – Saving All My Love for You – Austriancharts.at" (in German). Ö3 오스트리아 탑 40. Hung Medien.
2. ↑  "Nederlandse Top 40 – Whitney Houston search results" (in Dutch) 네덜란드스 탑 40.  Stichting Nederlandse Top 40.
3. ↑  "Lescharts.com – Whitney Houston – Saving All My Love for You" (in French). Les classement single. Hung Medien.
4. ↑  "Die ganze Musik im Internet: Charts, News, Neuerscheinungen, Tickets, Genres, Genresuche, Genrelexikon, Künstler-Suche, Musik-Suche, Track-Suche, Ticket-Suche – musicline.de" (in German). 미디어 컨트롤 차트. PhonoNet GmbH.
5. ↑  http://www.irishcharts.ie/search/placement?page=6
6. ↑  "Charts.org.nz – Whitney Houston – Saving All My Love for You". 톱 40 싱글. Hung Medien.
7. ↑  "Norwegiancharts.com – Whitney Houston – Saving All My Love for You". VG-리스타. Hung Medien.
8. ↑  "Whitney Houston – Saving All My Love for You – swisscharts.com". 슈바이처 히트파라데. Hung Medien.
9. ↑  http://chartarchive.org/r/12732%5B깨진+링크(과거+내용+찾기)%5D
10. ↑  "Whitney Houston Album & Song Chart History" Billboard Hot 100 for Whitney Houston. Prometheus Global Media.
11. ↑   "Whitney Houston Album & Song Chart History" Billboard Adult Contemporary Songs for Whitney Houston. Prometheus Global Media.
12. ↑  "Whitney Houston Album & Song Chart History" Billboard R&B/Hip-Hop Songs for Whitney Houston. Prometheus Global Media.
13. ↑  “Year-end Charts – Top Black Singles of 1985”. 《Billboard》. Nielsen Business Media, Inc. 1985년 12월 31일. 2011년 8월 8일에 확인함.
14. ↑  “Year-end Charts – Top Pop Singles of 1985”. 《Billboard》. Nielsen Business Media, Inc. 1985년 12월 31일. 2011년 8월 8일에 확인함.
15. ↑  “Hitparade.ch - Schweizer Jahreshitparade 1986”. Hung Medien. 2011년 8월 8일에 확인함.
16. ↑  UK certifications Bpi.co.uk (Retrieved December 5, 2008)
17. ↑  U.S. certifications riaa.com (Retrieved December 5, 2008)

## 같이 보기
- 1985년 빌보드 핫 100 차트 1위 목록